# Aureliano ở Palmira
Aureliano ở Palmira là vở opera 2 màn theo phong cách dramma serio của vĩ nhân opera người Ý Gioachino Rossini. Tác giả của lời cho tác phẩm này vẫn chưa được rõ ràng vì tên của người đó chỉ được ghi tắt là "G. F. R". Có người cho rằng rất có thể đó là Giuseppe Felice Romani, nhưng người khác lại cho đó là Gian Francesco Romanelli. Có điều đáng chú ý là phần nhạc của vở opera này, kể cả phần overture lại được sử dụng lại trong các tác phẩm Elisabetta, regina d'Inghilterra và Il barbiere di Siviglia. Bằng chứng là overture trứ danh của Il barbiere di Siviglia vốn dĩ là của Aureliano ở Palmira. Vở opera Aureliano ở Palmira được trình diễn lần đầu tiên tại La Scala, Milan, Ý vào ngày 26 tháng 12 năm 1813.